# 宾格
宾格（拉丁語：casus accusativus，缩写： ACC），又称对格，德语和俄语语法称之为第四格，表示一个动词直接宾语的名词或一个前置词的宾语。

## 在各个语言
主宾格语言有宾格，其中包括拉丁语、希腊语、德语、俄语、芬兰语、维吾尔语、蒙古语、满语、土耳其语、冰岛语、古典阿拉伯语、波兰语、匈牙利语、捷克语、斯洛伐克语、克罗地亚语、塞尔维亚语、阿尔巴尼亚语、羌语、锡伯语、鄂伦春语、赫哲语、韩语和藏语（通过变化施动者为具格而间接体现宾格）等等。世界语也用名词变格表达宾格。
不通过变格体现宾格的语言，则会使用虚词和语序来表达这个意义。例如：漢語、英语、荷兰语、法语、意大利语、西班牙语、葡萄牙语、泰语、越南语等等。

### 英语
语法变化较少的英语，在少数一些代词中存在宾格（例如whom是who的宾格形式；him是he的宾格形式）；但是在英文的名词中，主格和宾格形式完全一致，没有任何变化，因此必须通过“SVO”的结构，区分主语和宾语。
在英語裡，who / whom和he / him在不仅仅是主格和宾格的关系，也是主格和与格的关系（例如：「I gave him the present.」）；在古英语中有很明显的区分，him是与格，hine是宾格，这个双重性使得很多學習英语的学生没有意识到英语中宾格和与格的不同。

### 德语
| 主格 | 宾格 |
| ---- | ---- |
| ich  | mich |
| du   | dich |
| er   | ihn  |
| wir  | uns  |

上面的表格体现了部分德语人称代词的格变化。
与英语不同，德语是一种高度屈折的屈折语。
的主格和宾格的顺序自由度较高。
Die Sprache ist das bildende Organ des Gedanken. - Wilhelm von Humboldt
The language (主）is the formative organ （宾）of the thought.
“语言是思想之形成器官。”
红色：主语
蓝色：宾语
同样的，以下句子是正确的：
Das bildende Organ des Gedanken ist die Sprache.
由于有些冠词在主格和宾格的形式上是相同的，故可能需要语境。

### 日语
日语的名词不会有屈折变化，所以日语使用片假名“を”来表示宾格。
其中，是句子的宾语。

## 外部連結
- Russian Accusative: （页面存档备份，存于）, , ,
- German Accusative Case（页面存档备份，存于） Grammar lesson covering the accusative case in the German language
- Arabic case endings（页面存档备份，存于）